# Dolchamar
Dolchamar ("dulcamara" o "dulce-amargo", anteriormente Dolcxamar) es un grupo musical que canta en esperanto. Se formó en 1999 en Londres, pero actualmente está afincado en Finlandia. Su estilo inicial presentaba influencias de rock electrónico y hip hop, pero tras el disco Rebela Sono, a partir del cual el grupo cambió su nombre de Dolcxamar a Dolchamar, sus sonidos se acercan más al rock.

## Componentes
- Piechjo (voz y guitarra)
- Hannu (percusión)
- Sebastian Dumitrescu (bajo)
- Andrei Dumitrescu (teclado)

Anteriormente formó parte de Dolchamar Leena Peisa, miembro (bajo el nombre Awa) del grupo Lordi.

## Discografía
- Kun ikso (demo) (1999)
  1. Malbonulo
  2. Pacman
  3. Mi volas pli

- Lingvo intermonda (2000)
  1. Malbonulo
  2. Ĉu vi pretas ? !
  3. Urbega nimfo
  4. Pacman
  5. Mi volas pli
  6. ...kaj pli...
  7. Tunel' tra la ter'
  8. Lingvo intermonda
  9. F--iĝu!

- Elektronika kompilo (2003) - Contribución con dos títulos

- Rebela Sono (2005)
  1. Junaj idealistoj
  2. Himno de Esperhe
  3. Akcidentoj
  4. Ni chiuj ni
  5. ...Kaj chi tio povas ighi nenio
  6. Kontra krusadanto
  7. Solaj paroj
  8. Subamighi
  9. Simia kaptilo
  10. Kr3yza festema injo
  11. Chinokta sento
  12. En Grekia
- Trejn Tu Noŭer (2009)
  1. Trejn Tu Noŭer
  2. 2Gether 4Awhile
  3. M.T.R.
  4. River
  5. Clavis
  6. Ni Festis Unu Nokton
  7. Experimento música
  8. La Pordisto
  9. Ho Abio
  10. -if-
  11. Des Pli
  12. La Fariseo

## Enlaces
- Página oficial de Dolchamar (en esperanto e inglés)

- Datos: Q537970
- Multimedia: Dolchamar / Q537970